# Cytinus ruber
Cytinus ruber, magraneta o mangraneta és una espècie de planta paràsita catalogada a la família Cytinaceae. Cytinus ruber prolifera als matolls, on parasita espècies de Cistus de flor rosada (Cistus albidus a les nostres contrades); a una altitud de 0-1.000 (1.200) metres a Canàries, regió mediterrània des de Portugal fins a Turquia i des del Marroc fins a Líbia, i al Caucas.

## Morfologia

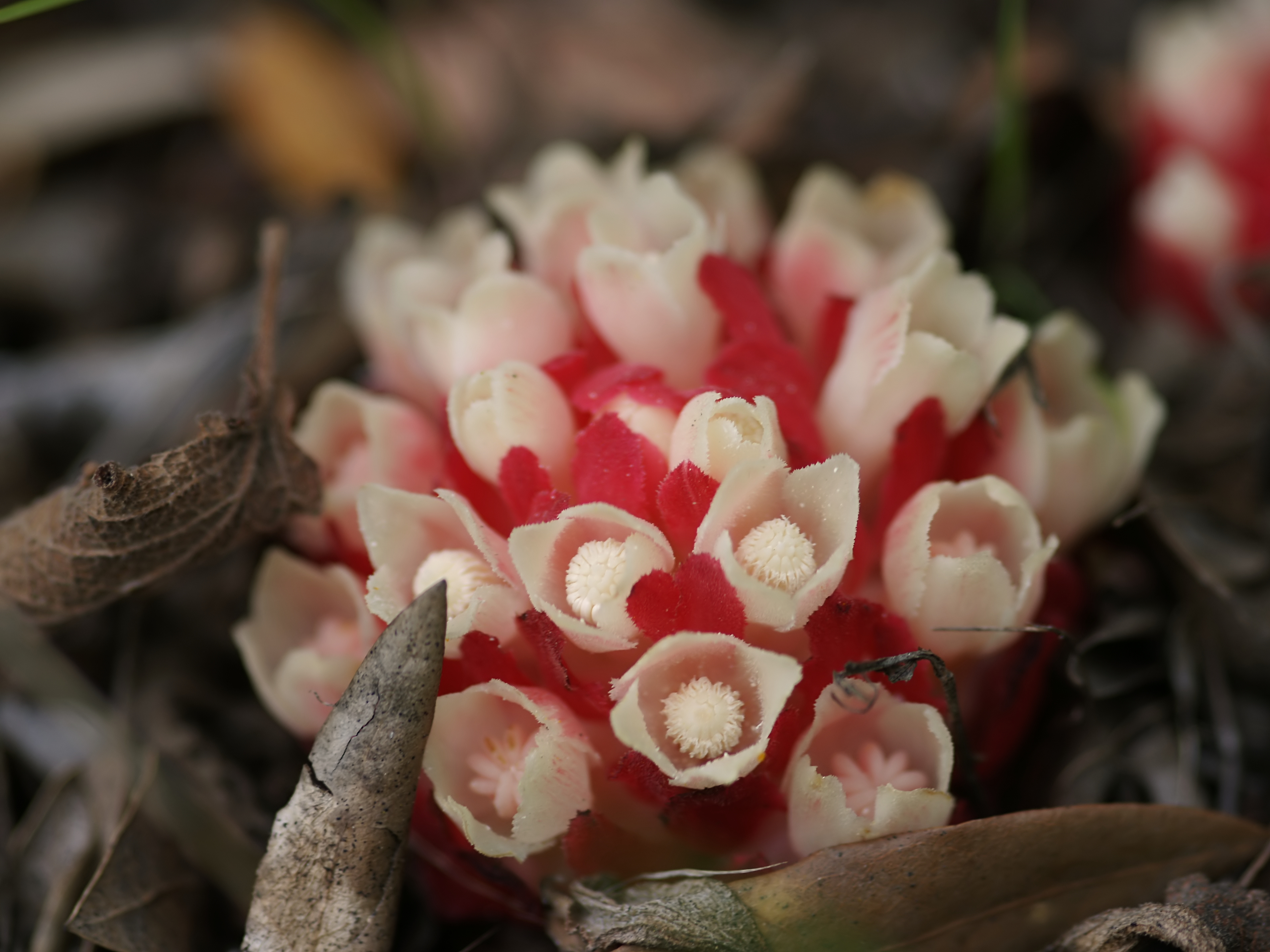
Flors

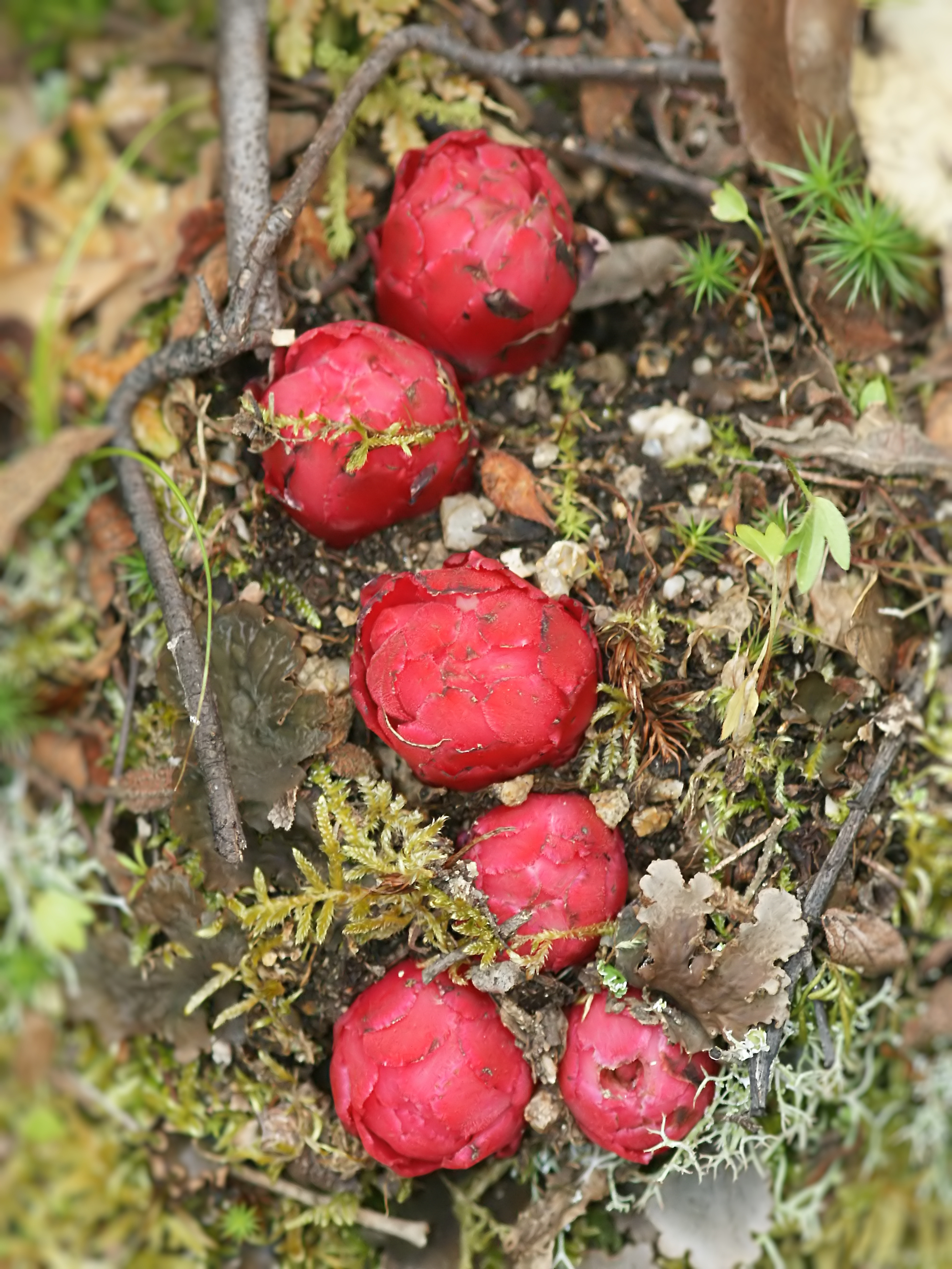
Capolls

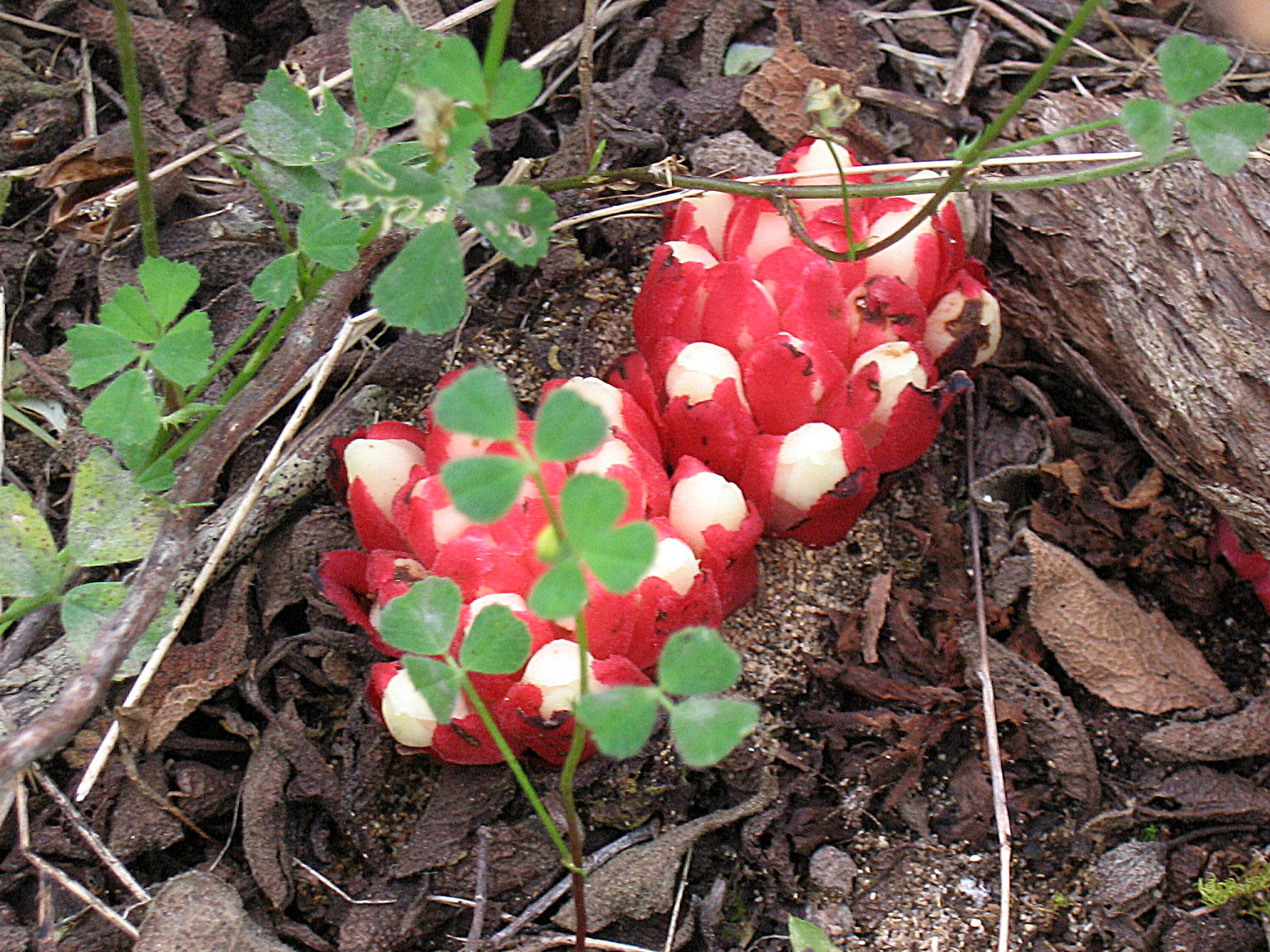
En el seu hàbitat

Forma tiges solitàries de 3-8(12) cm, en densos feixos de fins a 13 sobre la mateixa arrel, blanquinoses en la porció hipogea, d'un vermell carmí a l'aèria, d'1 cm de diàmetre a la base i 5 cm en l'àpex, glabres. Fulles de (10)15-25(30)x 7-15 mm, les superiors majors que les inferiors, obtuses, fimbriades (dents de fins a 1 mm) en la meitat apical, densament imbricades, de color vermell carmí -igual que bràctees i bractèoles-, sobretot en la part apical. Inflorescències de fins a 19 flors; bràctees de 20 x 7 mm, del mateix color que les fulles, ± còncau-convexes; bractèoles 15-25 mm, papil·loses a la cara externa. Periant de les flors masculines i femenines 10-23 mm, blanc o d'un blanc rosat (de color marfil en la dessecació), ± papil·lòs exterior i fins i tot interiorment; a les flors masculines, ± infundibuliforme -tub gradualment estrenyit sota els lòbuls-; en les femenines, lageniforme i que sobrepassa fins a 5 mm la longitud de les bractèoles i bràctees; lòbuls de 3 mm. El fruits amiden 7 mm de diàmetre, blanc. Llavors nombroses, el·lipsoides.

## Usos
És una planta comestible (la polpa de l'ovari és dolça) i usada antigament en medicina popular com a astringent o emmenagoga.
Per a alguns autors es tracta d'una subespècie de l'anterior -C. hypocistis subsp. clusii Nyman-, però la seva coloració general, forma i color de la flor, més la seva especificitat amb l'hoste, permeten distingir-les ben (sobretot en fresc, amb certa dificultat en material d'herbari). Encara que, d'acord amb el que es diu, podria parasitar altres espècies ibèriques de Cistus amb flors rosades -Cistus crispus, C. creticus i C. heterophyllus subsp. carthaginensis-, únicament s'ha observat, tant sobre el terreny com en material d'herbari, en arrels o soques de C. albidus.

## Taxonomia
Cytinus ruber va ser descrita per (Fourr.) Fritsch i publicat a Excursionsflora für Oesterreich ed. 3: 69. 1922.
El nom genèric «Cytinus» prové del grec antic k´ytinos; llatinitzat cytinus(quitinus) = en origen, "el botó floral del magraner (Punica granatum L., punicàcies)"; però en el Pseudo-Dioscòrides, nom ulterior de la hypokist(h)ís, la que en Dioscòrides és una planta que “neix junt a les arrels del Cistus, i s'assembla a la flor del magraner”, segons la traducció de Laguna -gr. hypó = "baix, sota, etc."; gr. kísthos (kisthós, kístos); lat. cisthos = diverses espècies del gènere Cistus L. (cistàcies)-. Resulta versemblant, certament, que la planta de la qual parlaven és la filosa o melera, Cytinus sp. L'epítet llatí «ruber» significa "vermell".